# 华为畅享10e
华为畅享10e是华为技术有限公司在2020年3月1日发布的4G智能手机。

## 简介
华为畅享10e搭载了一块6.3英寸HD+的珍珠屏（或者叫做水滴屏），机身使用塑料后盖，背后双摄相机为竖排放置。续航方面使用了一块5000mAh的电池，支持5V/2A充电，使用了Micro USB接口。性能方面，使用了2018年发布的Mediatek MT6765（Helio P35）

## 争议

### “年度圾皇”
华为畅享10e一经推出后，网络上出现了大量关于其的评测文章，大多数只在大电池和大存储上大书特书却丝毫不提及其因仅使用了2018年的MT6765致使的羸弱性能、只有5V2A充电甚至连接口都只是Micro USB、屏幕分辨率仅720P等的糟点；因为相对其售价来说用着完全不符合这个售价的配置，再加上华为畅享系列一贯被视为入门机内的坑机，使得它立刻在论坛上获得了由中国网友赋予的外号“2020年度圾皇”。